# 마빈 어구스틴
마빈 어구스틴(Marvin Agustin, 1979년 1월 29일 ~ )은 필리핀의 셰프, 배우, 사업가, 희극 배우, 텔레비전 배우이다.
마닐라에서 태어났다.

## 영화
- 모론 5 앤 더 크라잉 레이디 (2012년) - 아리스토틀 역
- 시그와 (2010년)
- 뷰티 퀸 (2010년)
- 킴미 도라 (2009년)
- 쿠톱 (2005년)
- 몬도마닐라 (2004년)
- 70년대 (2002년)